# Juan Farfán
Juan Fernando Farfán Carrillo, (Arauca, Colombia, 2 de noviembre de 1947) más conocido como Juan Farfán, es un cantautor y compositor colombiano.

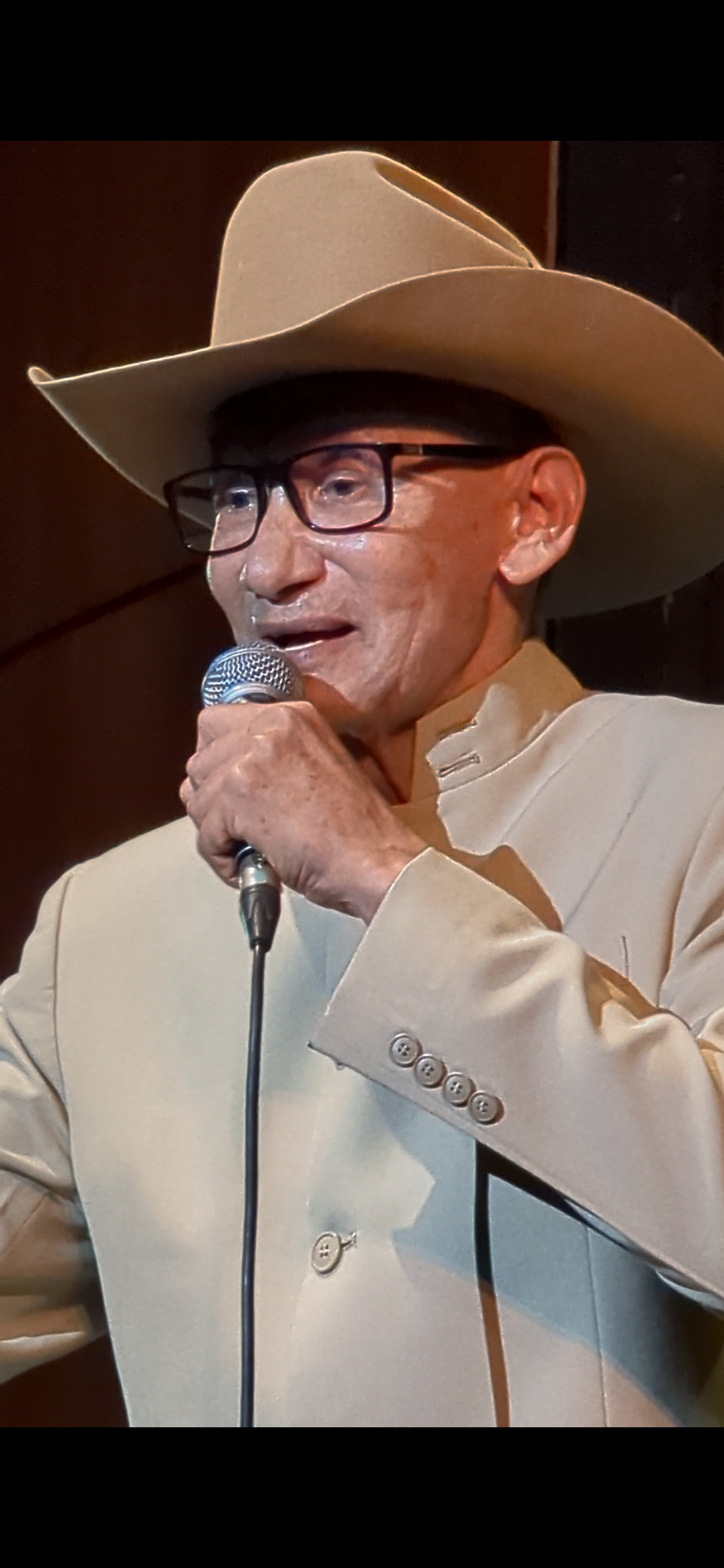
Juan Farfan, Bogotá 2023

Luego de terminar la educación primaria se dedicó a la música llanera como compositor e intérprete, participando desde los trece años en los festivales de copleros organizados en Arauca y los municipios cercanos, pero llegando a grabar el primero de sus 32 álbumes sólo hasta 1973. Farfán reconoce la influencia de personajes como el venezolano Ángel Custodio Loyola, a quien conoció en 1963, en su estilo y carrera musical. Se ha convertido en el más destacado artista araucano y uno de los grandes intérpretes colombianos de la música llanera. Durante sus cuarenta años de carrera musical se han destacado entre otras las siguientes composiciones:
- La camisa conuquera
- La escoba
- Amor ideal
- Viva el cantor
- El baile del pavo
- El pato jabao
- Cabeceburro
- El araucano
- Hombre de mil caminos (Amanecí completico)

Ha incursionado en un estilo particular de canción social, con composiciones como "El bagre rayado" y "El juego de la paz", en las cuales canta contra la violencia que azota al país en general y a su región araucana en particular. Es conocido como "El coplero sentimental".